# Internationaler Schubert-Wettbewerb 1928

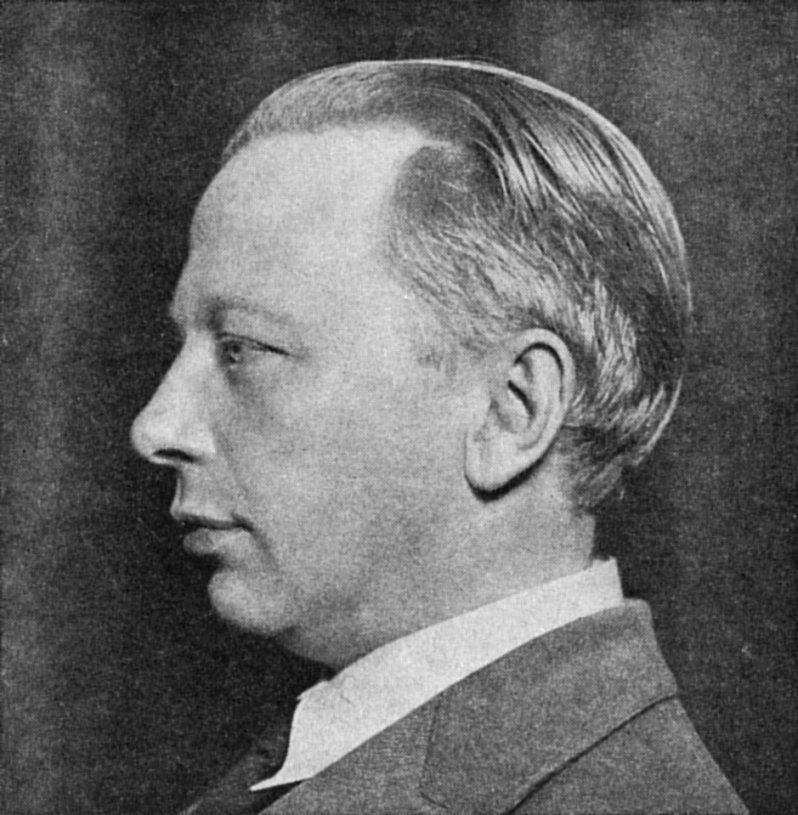
Kurt Atterberg, Sieger des Internationalen Schubert-Wettbewerbs 1928

Der Internationale Schubert-Wettbewerb 1928 (auch 1928 International Columbia Graphophone Competition oder Schubert Centennial Contest) war ein Kompositionswettbewerb anlässlich des 100. Todesjahres von Franz Schubert. Er wurde gemeinsam von der Gesellschaft der Musikfreunde in Wien und der Columbia Graphophone Company durchgeführt. Der erste Preis unter den insgesamt 513 eingereichten Beiträgen wurde der 6. Sinfonie des schwedischen Komponisten Kurt Atterberg zugesprochen.

## Wettbewerbsbedingungen
Am 26. Juni 1927 kündigten die britisch-amerikanische Plattenfirma Columbia Graphophone Company und die Gesellschaft der Musikfreunde in Wien einen gemeinsamen Kompositionswettbewerb an. Ursprüngliche Absicht war, anlässlich der Feiern zu Franz Schuberts 100. Todestag dessen h-Moll-Sinfonie (die „Unvollendete“) vollenden zu lassen. In der Folge wurden die Teilnahme-Regeln jedoch mehrfach revidiert, nicht zuletzt wegen Kritik aus der Fachwelt. Zugelassen wurden neben Komplettierungsversuchen nun auch Originalwerke „in romantischem Geist, aus welchem Schuberts Musik, insbesondere seine unvollendete Symphonie, lebt“ (New York Times, 23. Oktober 1927) bzw. „symphonische Werke in einem oder mehreren Sätzen, dargebracht als eine Apotheose von Schuberts lyrischem Genie und seinem Gedächtnis gewidmet“ (New York Times, 30. Oktober 1927). Die Orchesterbesetzung sollte jedoch diejenige Schuberts nicht wesentlich übersteigen.
Es wurden 10 geographische Teilnahmezonen gebildet, aus denen jeweils fünf Persönlichkeiten des Musiklebens (darunter Maurice Ravel, Ottorino Respighi, Manuel de Falla, Karol Szymanowski und Thomas Beecham) drei Kompositionen auswählten, die mit einem ersten (£ 150 bzw. 750 $), zweiten (£ 50 bzw. 250 $) und dritten Preis (höchste Anerkennung, ohne Geldprämie) ausgezeichnet wurden.
Die 30 ausgewählten Werke wurden anschließend in Wien von einer aus je einem Juror der 10 Zonen bestehenden Schluss-Jury beurteilt. Juroren waren: Walter Damrosch, Franz Schalk, Carl Nielsen, Alfred Bruneau, Max von Schillings, Donald Francis Tovey, Franco Alfano, Emil Młynarski, Adolfo Salazar und Alexander Glasunow.

## Resultate
Insgesamt wurden 513 Werke eingereicht. Auch aufgrund der ständig veränderten Regularien ergab sich ein sehr heterogenes Spektrum eingereichter Kompositionen, von denen nur eine Minderheit tatsächliche Komplettierungsversuche der „Unvollendeten“ darstellte. Zahlreiche Werke standen in allenfalls losem Zusammenhang mit den ursprünglichen Wettbewerbsidealen. Als Sieger der 10 Zonen wurden ausgewählt:
- I Amerika (USA): 1. Charles Haubiel („Karma“), 2. Louis Gruenberg („The Enchanted Isle“), 3. Frederick Stahlberg (Sinfonie e-Moll)
- II Österreich (+ Tschechoslowakei, Ungarn, Jugoslawien, Rumänien): 1. Franz Schmidt (3. Symphonie), 2. Hans Gál (1. Sinfonie „Sinfonietta“), 3. Moni Freidsohn (Sinfonie fis-Moll)
- III Skandinavien (Dänemark, Schweden, Norwegen): Kurt Atterberg (6. Sinfonie), 2. Ludvig Irgens-Jensen („Passacaglia“), 3. Jens Laursøn Emborg (3. Sinfonie)
- IV Frankreich (+ Belgien, Schweiz): 1. Henri Ryder und Gustave Guillemoteau, 2. Aristide Martz, 3. Otto Rippli (sämtlich Komplettierungen von Schuberts „Unvollendeter“)
- V Deutschland (+ Holland): 1. Hermann Wunsch (5. Sinfonie), 2. Kurt von Wolfurt („Variationen und Charakterstücke über ein Thema von Mozart“), 3. Johann Berghout (Sinfonie G-Dur)
- VI England (UK + "the dominions"): 1. Frank Merrick (von der Schluss-Jury als am gelungensten angesehene Vervollständigung von Schuberts „Unvollendeter“) und John St. Anthony Johnson („Pax vobiscum“), 2. Havergal Brian („Gothic Symphony“)
- VII Italien: 1. Guido Pannain („Sinfonietta“), 2. Bonaventura Somma (eine Tondichtung, evtl. „La Lampada Spenta“), 3. Pietro Montani (eine sinfonische Suite, vermutlich „Suite umoresca“)
- VIII Polen (+ Finnland, Estland, Lettland, Litauen): 1. Czesław Marek („Sinfonia brevis“), 2. Witold Maliszewski (Komplettierung von Schuberts „Unvollendeter“), 3. Karol Jan Lampe (Sinfonie)
- IX Spanien (+ Portugal): 1. Oscar Esplá („Schubertiana“), 2. Conrado del Campo (Komplettierung von Schuberts Skizzen)
- X Russland (+ Ukraine): 1. Michail Tchernov (3. Sinfonie), 2. Wassili Kalafati („Légende“)

## Hauptpreisträger
Am 23. Juni 1928 wurden die drei Hauptpreisträger bekanntgegeben, die Preisvergabe erfolgte am 17. August 1928:
- 1. Preis: 6. Sinfonie C-Dur von Kurt Atterberg (Preisgeld £ 2000 bzw. 10.000 Dollar)
- 2. Preis: 3. Sinfonie A-Dur von Franz Schmidt
- 3. Preis: „Sinfonia brevis“ von Czesław Marek (beim Druck in „Sinfonia“ umbenannt).

Den Siegerwerken winkte die Uraufführung durch renommierte Orchester bzw. Dirigenten sowie die Drucklegung bei der Universal Edition. Jedoch gelangte keines der Werke zu dauerhafter Popularität. Atterbergs 6. Sinfonie (wegen des hohen Honorars bald mit dem Beinamen „Dollarsinfonie“ versehen) wurde nach 1928 und 1943 erst wieder 1992 auf Tonträger (beim Label BIS) eingespielt, die Sinfonia Mareks erklang nach einigen Aufführungen Ende der 1920er-Jahre erst wieder anlässlich einer Aufnahme 1995 des Labels Koch.